# Peter Krzikalla
Peter Krzikalla (* 29. Mai 1941) ist ein ehemaliger deutscher Fußballspieler. Für die BSG Stahl Eisenhüttenstadt spielte er 1969/70 in der DDR-Oberliga, der höchsten Spielklasse im DDR-Fußball.

## Sportliche Laufbahn
Bis 1959 spielte Peter Krzikalla bei der Betriebssportgemeinschaft (BSG) Empor Beeskow. Zu Beginn der Saison 1960 (Kalenderjahr-Spielzeit) wechselte er zur BSG Stahl Stalinstadt, die in der drittklassigen II. DDR-Liga vertreten war. Die BSG schaffte in dieser Saison den Aufstieg in die I. DDR-Liga, in der wegen der Umstellung des Spielbetriebes auf den Sommer-Frühjahr-Rhythmus in der folgenden Spielzeit vom Februar 1961 bis zum Juni 1962 39 Ligaspiele ausgetragen werden mussten. Bis zum Oktober 1961 bestritt Krzikalla 27 Spiele in der DDR-Liga und erzielte dabei zehn Tore, mit denen er am Saisonende Torschützenkönig der Stahlwerker war. Zuvor war er jedoch im November 1961 für 18 Monate zum Wehrdienst in der Nationalen Volksarmee eingezogen worden. Dort erhielt er die Möglichkeit, bei der Armeesportgemeinschaft ASG Vorwärts Neubrandenburg weiter in der I. DDR-Liga Fußball zu spielen. Bis zu seiner Entlassung im Oktober 1963 bestritt er 14 der 37 während seines Wehrdienstes ausgetragenen Ligaspiele und kam auf zwei Torerfolge.
Vom November 1963 an spielte Krzikalla wieder für den DDR-Ligisten BSG Stahl, der bereits im November 1961 den in Eisenhüttenstadt geänderten Stadtnamen übernommen hatte. In den verbliebenen 24 Ligaspielen wurde er 18-mal eingesetzt und kam diesmal auf fünf Tore. In den folgenden beiden Spielzeiten gehörte er mit 46 Einsätzen und sieben Toren bei 60 ausgetragenen Punktspielen zum Spielerstamm der BSG Stahl. Bei nachfolgend nur 18 von 30 Spielen hatte Krzikalla 1968/69 mit 27 Aufgeboten nach sechs Jahren seine intensivste Spielzeit, die schließlich zum Aufstieg in die DDR-Oberliga führte.
Wie schon in der Vorsaison wurde Krzikalla für die Oberligaspielzeit 1969/70 als Abwehrspieler nominiert. Als solcher bestritt er auch die ersten fünf Oberligaspiele, kam danach in der Hinrunde aber nur noch zu drei weiteren Einsätzen. In der Rückrunde spielte er hauptsächlich mit der 2. Mannschaft in der DDR-Liga, während er nur noch zweimal in der Oberliga eingesetzt wurde. Am Saisonende hatte die Oberligamannschaft den Klassenerhalt nicht geschafft. Als Absteiger hätte sie 1970/71 wieder in der DDR-Ligaspielen müssen, da aber der BSG schwere Verstöße gegen die Verbandsstatuten angelastet wurden, wurde die bisherige Oberligamannschaft in die drittklassige Bezirksliga Frankfurt (Oder) zurückgesetzt.
Mit Krzikalla schaffte Stahl Eisenhüttenstadt 1971 als Bezirksmeister den sofortigen Aufstieg in die DDR-Liga. Dort spielte Krzikalla jedoch keine Rolle mehr. Nur noch 1971/72 und 1975/76 kam er zu jeweils einem DDR-Liga-Einsatz, danach beendete er 35-jährig seine Laufbahn als Leistungssportler. Zwischen 1961 und 1976 hatte er zehn Oberligaspiele und 178 Spiele in der DDR-Liga absolviert, in letzterer war er auf 27 Tore gekommen.